# Spijkerband

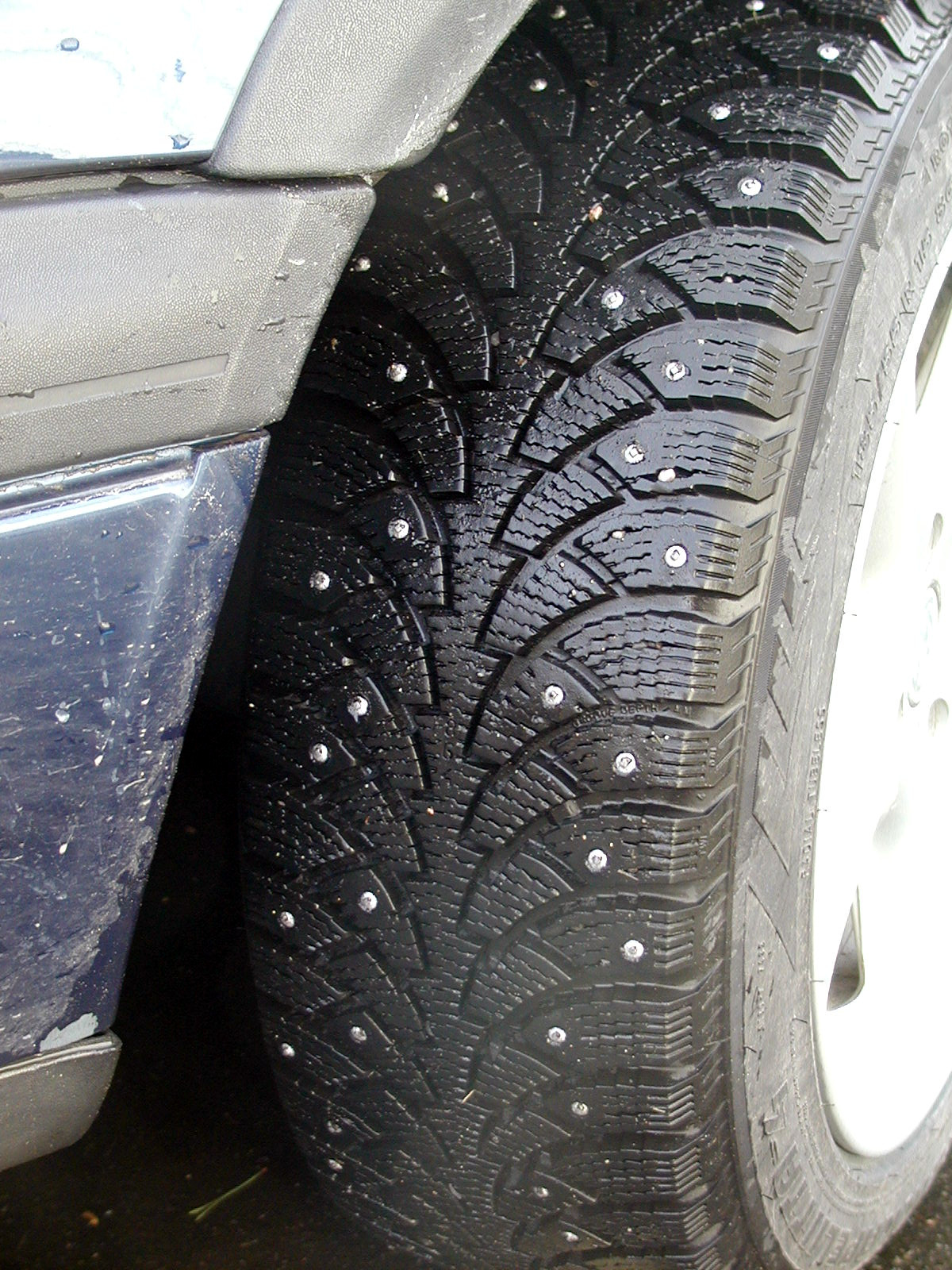
Een spijkerband op een auto

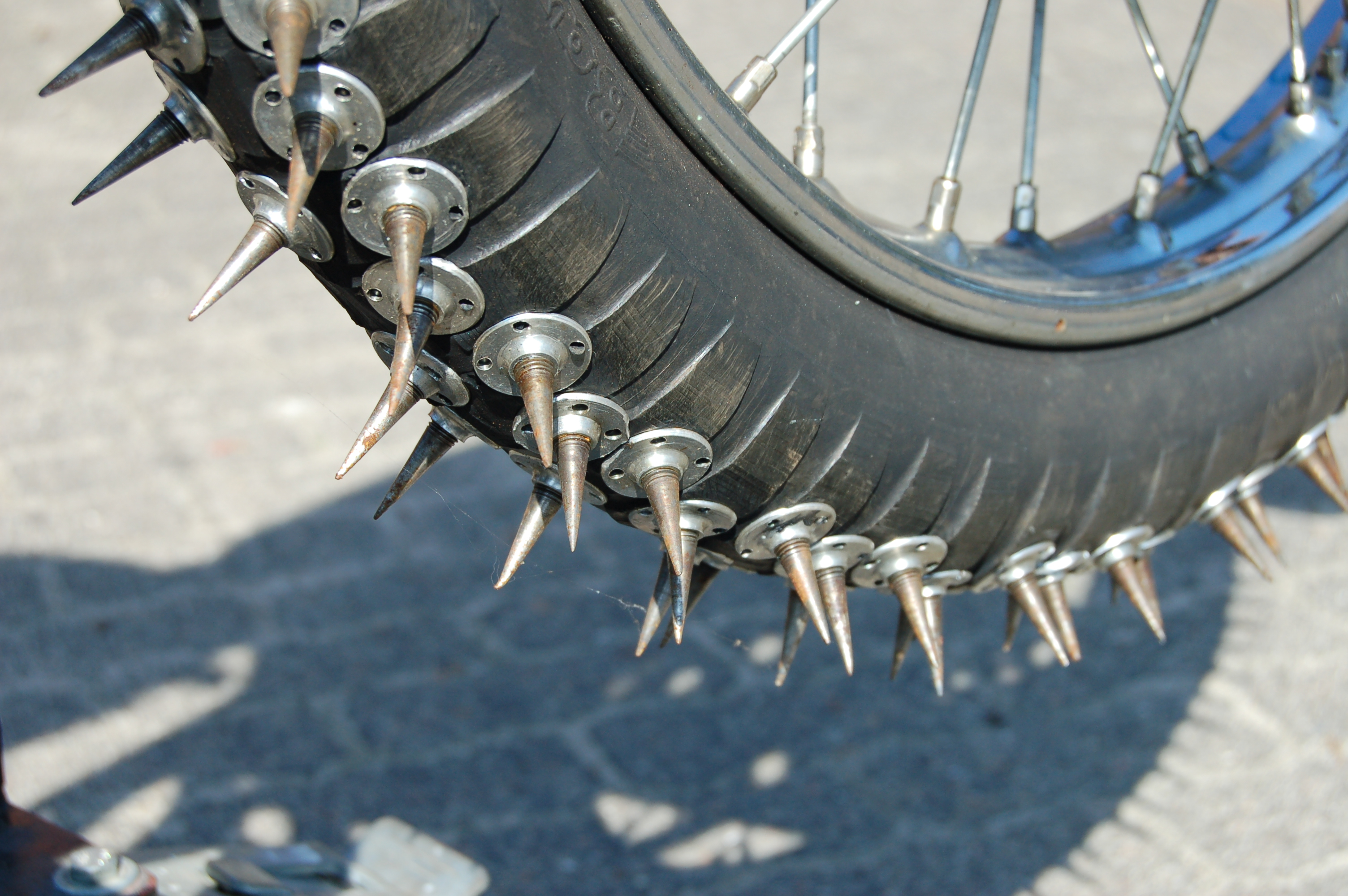
Een spijkerband van een ijsspeedwaymotorfiets

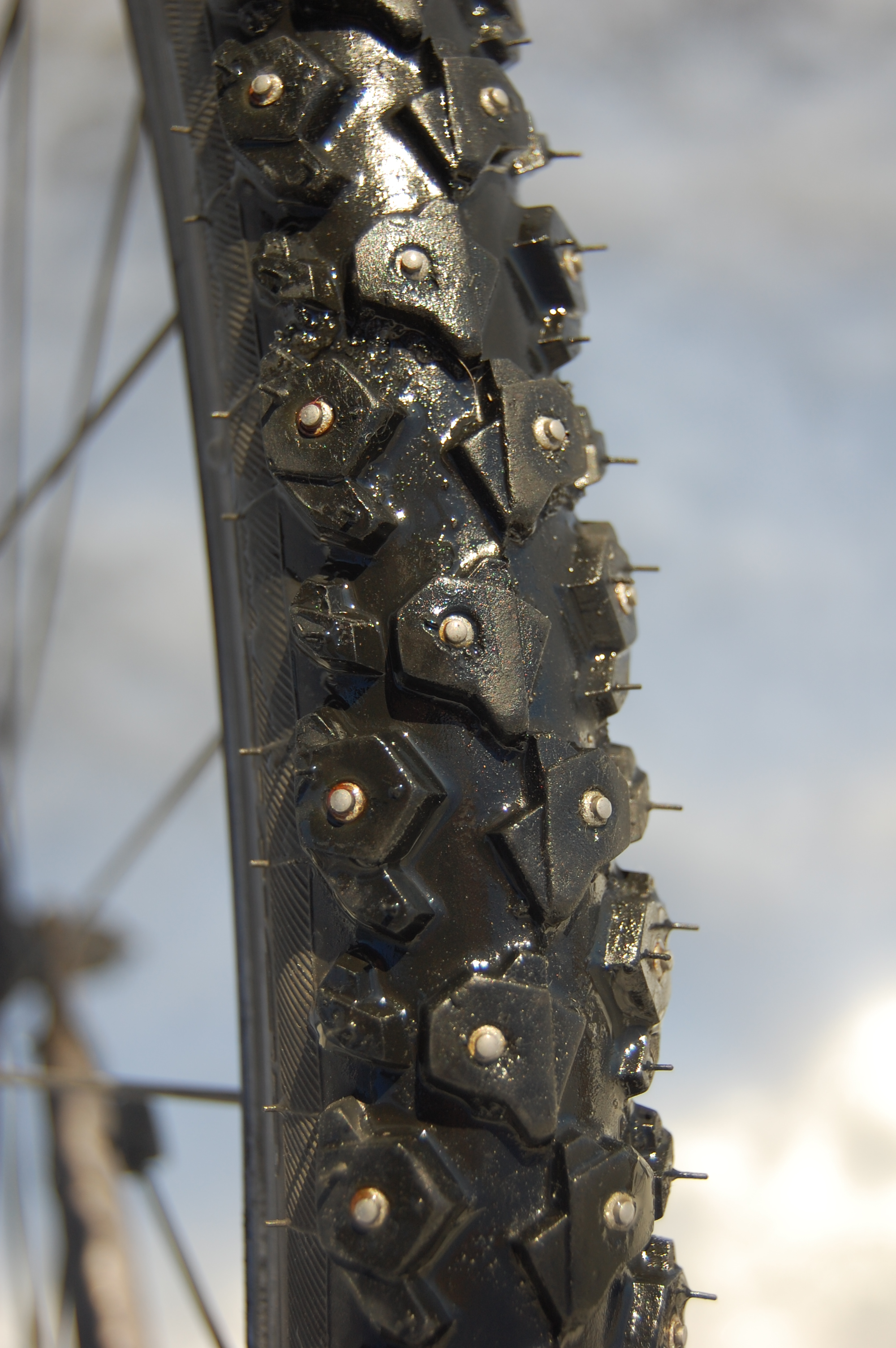
Spijkerband op een fiets

Een spijkerband is een winterband die is voorzien van metalen spikes (punten). Er bestaan niet alleen spijkerbanden voor motorvoertuigen maar ook voor fietsen. Dankzij de spikes is er sprake van meer grip op wegen met sneeuw en ijzel. Spijkerbanden zijn bij een temperatuur tussen – 8°C en 0°C efficiënter dan winterbanden zonder spikes.
In vele Europese landen, waaronder Nederland, is het verboden om met een auto met spijkerbanden op de openbare weg te rijden, omdat ze het wegdek beschadigen. Voor fietsen met spijkerbanden geldt geen verbod. Algemene ontheffing voor gebruik van spijkerbanden (besluit 17 november 1972/Nr, RVW 73609) is er voor politie, brandweer en medische hulpdiensten. De ontheffing is jaarlijks van kracht in de periode van 15 november tot 15 maart en voor zover dit strikt nodig is.
Spijkerbanden worden veel gebruikt in de landbouw- en mechanisatiewereld. De spijkerbanden bieden veel grip tijdens het werken op het land. Ze worden ook gebruikt voor onder dweilmachines op de ijsbaan. Tevens worden ze gebruikt bij ijsraces. Met spijkerbanden hebben deelnemers aan dergelijke races meer grip op het ijs, zodat ze niet kunnen vallen als ze heel hard gaan.